# Josip Barišić
Josip Barišić (nacido el 7 de marzo de 1981) es un exfutbolista croata que se desempeñaba como defensa.
Jugó para clubes como el NK Marsonia Slavonski Brod, NK Zagreb, NK Karlovac, Shonan Bellmare, Croatia Sesvete, NK Posušje, AFC Tubize y NK Inter Zaprešić.

## Trayectoria

### Clubes
| Club                       | País                 | Año         |
| -------------------------- | -------------------- | ----------- |
| NK Marsonia Slavonski Brod | Croacia              | 2000 - 2002 |
| NK Zagreb                  | Croacia              | 2002 - 2004 |
| NK Karlovac                | Croacia              | 2004 - 2005 |
| Shonan Bellmare            | Japón                | 2005        |
| Croatia Sesvete            | Croacia              | 2006        |
| NK Posušje                 | Bosnia y Herzegovina | 2006 - 2007 |
| Croatia Sesvete            | Croacia              | 2007 - 2008 |
| AFC Tubize                 | Bélgica              | 2008 - 2009 |
| NK Inter Zaprešić          | Croacia              | 2009 - 2011 |